# Liocarcinus corrugatus
La grancella pieghettata o granchio corrugato (Liocarcinus corrugatus Pennant, 1777 (nome valido per SeaLifeBase)) o (Polybius corrugatus Pennant, 1777 (nome valido per WoRMS) è un crostaceo decapode della famiglia dei Polybiidae.

## Habitat e distribuzione
Comune da 10 metri fino a 50 di profondità, su fondali detritici, sabbiosi o su fondali rocciosi.

## Descrizione
Carapace trapezoidale di colore rosso-bruno, punteggiato in viola, con peluria rossa o gialla. Sono presenti delle spine nella parte anteriore del carapace. Chela sinistra più grande della destra. Fino a circa 5 centimetri di lunghezza e 6 di larghezza.